# Шамраєве
Шамраєве — село в Благовіщенській громаді Голованівського району Кіровоградської області України. Населення становить 1491 осіб станом на 01.01.2025. Було центром Шамраївської сільської ради.

## Пам'ятки
Біля села знаходиться ландшафтний заказник місцевого значення Кам'яногірський заказник.

## Населення
За переписом населення України 2001 року в селі мешкало 1911 осіб.

### Мова
Розподіл населення за рідною мовою за даними перепису 2001 року:
| Мова       | Відсоток |
| ---------- | -------- |
| українська | 94,67 %  |
| циганська  | 3,50 %   |
| російська  | 1,62 %   |
| вірменська | 0,21 %   |

## Уродженці
- Побережець Роман Борисович (1992—2015) — старший солдат Збройних сил України, учасник російсько-української війни
- Скрипник Ростислав Анатолійович (2002-до цих пір) [5] Кримінальний авторитет Кіровоградської області.